# Єдлінськ (гміна)
Єдлінськ (гміна) (пол. Gmina Jedlińsk) — сільська гміна у центральній Польщі. Належить до Радомського повіту Мазовецького воєводства.
Станом на 31 грудня 2011 у гміні проживало 14001 особа.

## Площа
Згідно з даними за 2007 рік площа гміни становила 138.72 км², у тому числі:
- орні землі: 79.00%
- ліси: 12.00%

Таким чином, площа гміни становить 9.07% площі повіту.

## Населення
Станом на 31 грудня 2011:
| Опис     | Загалом | Загалом | Чоловіки | Чоловіки | Жінки | Жінки |
| -------- | ------- | ------- | -------- | -------- | ----- | ----- |
| одиниця  | осіб    | %       | осіб     | %        | осіб  | %     |
| все      | 14001   | 100     | 6979     | 49.85    | 7022  | 50.15 |
| міське   | 0       | 100     | 0        |          | 0     |       |
| сільське | 14001   | 100     | 6979     | 49.85    | 7022  | 50.15 |

## Сусідні гміни
Єдлінськ (гміна) межує з такими гмінами: Ґловачув, Закшев, Стара Блотниця, Стромець, Ястшембія.